# Mursilis I
Mursilis I va ser un rei hitita que va regnar entre els anys 1620 aC i 1590 aC. Era net d'Hattusilis I, que el va designar hereu. Era fill de la princesa Hastayar, filla d'Hattusilis I i el pare podria ser un noble anomenat Maratti. La seva dona es deia Kali.
Segons el text conegut amb el nom de Testament d'Hattusilis, Mursilis devia ser molt jove, probablement menor d'edat, quan va començar a regnar. Es pensa, per uns fragments de documents trobats, que durant la minoria d'edat de Mursilis va exercir la regència un home anomenat Pimpira, ja que van signats amb una fórmula que diu: "Jo, Pimpira, protegeixo al rei i us administro". Aquest Pimpira es podria potser identificar amb un alt cortesà de palau que apareix amb el nom de Pimpirit, com a "fill favorit del cor" d'Hattusilis I.
La història política i militar de Mursilis I va ser una clara continuació de les polítiques del seu avi. El seus enemics principals eren els hurrites, el regne d'Arzawa i el regne de Iamkhad (Alep). Se sap que es va defensar de diversos atacs dels hurrites, i en un document molt deteriorat diu que va atacar les ciutats d'Ankuwa, Hakmissa i Hattena, on hi va anar amb tropes i carros de guerra. La deessa Lelwani el protegia. També es diu que va destruir el regne de Buruixkhanda, i es fa menció de l'esposa i els fills del rei. Després es parla d'Hurma, un petit regne que també va sotmetre, però no sense pèrdues humanes.
A la Proclamació de Telepinus s'esmenta que Mursilis va ser un gran rei que va destruir el regne de Iamkhad (Alep), va saquejar Babilònia i va establir el límit del país a la mar Mediterrània. La guerra contra Alep la va començar per revenjar al seu avi, mort en la lluita prop d'aquella ciutat. L'expedició a Babilònia està documentada al tomb del 1594 aC en temps del rei Samsuditana. Naturalment aquesta expedició no tenia per finalitat establir-se en aquell país, massa llunyà d'Hattusa, la capital hitita, sinó per adquirir prestigi i per ser recordat per les generacions futures. Al seu retorn amb el botí que incloïa nombroses deïtats, entre elles Marduk, la principal de Babilònia, el van atacar els hurrites encapçalats per un rei anomenat Atradu. El resultat de la conquesta de Babilònia va ser que es va establir en aquell país una dinastia dels cassites, que havien ajudat als hitites en l'atac a la ciutat.
Poc després de la seva tornada, una conspiració dirigida pel seu cunyat Hantilis I i per Zidantas I, tots dos reis successivament, va portar a la mort de Mursilis. Va seguir una època de desordres i assassinats i fracassos militars, que no van acabar fins al regnat de Telepinus.